# Трисахариди
Трисахариди — це олігосахариди, що складаються з трьох моносахаридів, з'єднаних двома глікозидними зв'язками. Подібно до дисахаридів, кожен глікозидний зв'язок може утворюватися між будь-якою гідроксильною групою моносахаридів-компонентів. Навіть якщо всі три компоненти цукру однакові (наприклад, глюкоза), різні комбінації зв’язків (регіохімія) і стереохімія (альфа- або бета-) призводять до трисахаридів, які є діастереомери з різними хімічними та фізичними властивостями.

## Приклади
| Трисахарид     | Юніт 1    | Бонд   | Юніт 2   | Бонд   | Блок 3   |
| -------------- | --------- | ------ | -------- | ------ | -------- |
| Нігеротріоза   | глюкоза   | α(1→3) | глюкоза  | α(1→3) | глюкоза  |
| Мальтотріоза   | глюкоза   | α(1→4) | глюкоза  | α(1→4) | глюкоза  |
| Мелезитоза     | глюкоза   | α(1→2) | фруктоза | α(1→3) | глюкоза  |
| Мальтотріулоза | глюкоза   | α(1→4) | глюкоза  | α(1→4) | фруктоза |
| Рафіноза       | галактоза | α(1→6) | глюкоза  | β(1→2) | фруктоза |
| Кестоза        | глюкоза   | α(1↔2) | фруктоза | β(1←2) | фруктоза |